# Diòfanes de Nicea
Diòfanes de Nicea (grec antic: Διοφάνης, llatí: Diophanes) fou un escriptor grec nascut a Nicea (Bitínia) al segle i aC. Resumí el llibre d'agricultura de Cassi Dionís pel rei Deiòtar I de Galàcia. El llibre constava de sis volums i encara fou més abreujat per Gai Asini Pol·lió posteriorment, segons la Suda. Diversos fragments seus són citats al De Re Rustica, col·lecció de textos agrícoles de Luci Juni Moderat Columel·la.